# Joseph Zhu Baoyu
Joseph Zhu Baoyu (chinesisch 朱寶玉; * 2. Juli 1921 in Henan; † 7. Mai 2020 in Nanyang, Provinz Henan) war ein chinesischer Geistlicher und römisch-katholischer Bischof von Nanyang.

## Leben
Joseph Zhu Baoyu wuchs als Halbwaise im Jingang-Waisenhaus auf. Er empfing im Alter von acht Jahren das Sakrament der Taufe. 1946 begann er ein Theologiestudium am Seminar in Kaifeng in der Provinz Henan. 1957 empfing er die Priesterweihe durch Peter Joseph Fan Xueyan, Bischof von Baoding. Er war in der Seelsorge in Nanyang tätig. 1964 wurde er aufgrund seines Glaubens durch das kommunistische Regime zu Arbeit in einem Zwangsarbeitslager in Xihua verurteilt. Ab 1967 war er wieder heimlich als Seelsorger in der Gemeinde Pushan tätig.
Im November 1981 führte er eine Gruppe von Pilgern aus Nanyang zur Sheshan-Basilika. Die chinesischen Behörden nahmen ihn später fest und beschuldigten ihn, Unruhen angestiftet zu haben. 1982 wurden er und zwanzig Priester sowie Hunderte von Nonnen wegen konterrevolutionärer Aktivitäten zu Haft und „Umerziehungsarbeit“ verurteilt und erst 1988 wieder freigelassen.
Zwischen 1988 und 1992 diente er in verschiedenen Pfarreien und wurde am 19. März 1995 anlässlich des Festes des Heiligen Joseph, seines Schutzheiligen, zum Weihbischof der Diözese Nanyang geweiht. Die Weihezeremonie wurde von Bischof Joseph Jin Dechen geleitet; die Konzelebranten waren Zhang Huaixin, Bischof von Jixian, und Shi Jingxian, Bischof von Shangqiu. 2002 erfolgte die Ernennung zum Bischof von Nanyang, als Mitglied der Untergrundkirche. 2010 wurde seinem Rücktrittsgesuch von Papst Benedikt XVI. stattgegeben und seitens der chinesischen Regierung ignoriert. Am 30. Juni 2011 erfolgte die offizielle Anerkennung als Bischof.
Joseph Zhu Baoyu starb im Mai 2020 im Alter von 99 Jahren, nachdem er eine COVID-19-Erkrankung im Februar 2020 überstanden hatte. Er galt als der bislang älteste Patient Chinas, der sich vom Coronavirus erholt hatte.